# ハイジ・カトリーナ
ハイジ・カトリーナ（Heidi Katrina、1989年4月21日 - ）は、イギリスの女性プロレスラー。エセックス州ロンドン出身。センダイガールズプロレスリング所属。血液型A型。

## 所属
- センダイガールズプロレスリング（2017年 -  ）

## 来歴
14歳から体を鍛えはじめ、「まだレスラーになるには早い」と大学では美術を専攻。卒業後の22歳でプロレスデビューを果たした。その後は地元ロンドンから離れ、フランス、ドイツ、カナダ、米国など世界を転戦し、スターダムのヨーロッパツアーにも参戦した。2016年の来日当初はREINA女子プロレスとDDTプロレスリングに参戦。DDTでは男子レスラーの島谷常寛をシングル戦で3分で沈めるなど存在感を示していた。
2016年9月に観戦した仙女の新宿FACE大会の試合に衝撃を受け、2017年4月23日の大阪大会で仙女に初参戦。2017年7月より留学生として所属し、2017年9月に センダイガールズプロレスリングへ正式入団が発表された。その後、スターダムなど国内団体にも参戦。
2022年6月13日、イスラエルでの試合中、前腕と手首を3ヶ所骨折し、そのうち、手首の骨が開放骨折となって出血を引き起こしたため、緊急手術を行った。7月30日、退院を発表した。

## 得意技
ダイビング・ギロチン・ドロップ

## タイトル歴
センダイガールズプロレスリング
- 第6代センダイガールズワールドタッグチームチャンピオンシップ（パートナーはカサンドラ宮城）